# Love in the Hills
Love in the Hills er en amerikansk stumfilm fra 1911 af D. W. Griffith.

## Medvirkende
- Blanche Sweet
- Wilfred Lucas
- Charles West
- Joseph Graybill
- Kate Toncray